# Phengodidae
Phengodidae zijn een familie van kevers. De familie is voor het eerst wetenschappelijk beschreven in 1861 door LeConte. Het is een van de families van glimwormen.

## Taxonomie
De volgende taxa zijn bij de familie ingedeeld:
- Onderfamilie Phengodinae LeConte, 1861
  - = Pseudophengodidae Pic, 1930
  - Geslacht Microphengodes Wittmer, 1976
    - Microphengodes howdeni Wittmer, 1976
    - Microphengodes longicornis Wittmer, 1976

  - Geslacht Phengodes Illiger, 1807
    - = Astraptor Murray, 1868
    - Ondergeslacht Phengodella Wittmer
      - Phengodes atezcanus Zaragoza, 1981
      - Phengodes bella Barber, 1913
      - Phengodes bimaculata Gorham, 1881
        - = Phengodes nevermani Pic, 1937
        - = Phengodes notaticollis Pic, 1937:

      - Phengodes bipennifera Gorham, 1881
        - = Phengodes brasiliensis Pic, 1925:

      - Phengodes brailovskyi Zaragoza & Wittmer, 1986
      - Phengodes championi Pic, 1927
      - Phengodes ecuadoriana Witmer, 1988
      - Phengodes fenestrata Wittmer, 1975
      - Phengodes frontalis LeConte, 1881
      - Phengodes insignis Bourgeois, 1888
      - Phengodes insulcata Pic, 1925
        - = Phengodes atricolor Pic, 1937

      - Phengodes leonilae Zaragoza & Wittmer, 1986
      - Phengodes minor Gorham, 1881
      - Phengodes nigricornis Gorham, 1881
        - = Phengodes bipennifera Gorham, 1881
        - = Phengodes gorhami Pic, 1927

      - Phengodes tuxtlaensis Zaragoza, 1989
      - Phengodes varicolor Zaragoza & Wittmer, 1986
      - Phengodes variicornis Zaragoza & Wittmer, 1986
      - Phengodes venezolana Wittmer, 1988

    - Ondergeslacht Phengodes Illiger, 1807
      - Phengodes arizonensis Wittmer, 1975
      - Phengodes bolivari Zarazoga, 1980
      - Phengodes fusciceps LeConte, 1861
      - Phengodes inflata Wittmer, 1975
      - Phengodes laticollis LeConte, 1881
      - Phengodes mexicana Wittmer, 1975
      - Phengodes nigromaculata Wittmer, 1975
      - Phengodes plumosa (Oliver, 1790)
        - = Lampyris plumosa Oliver, 1790

      - Phengodes vazquezae Zarazoga, 1978

  - Geslacht Pseudophengodes Pic, 1930
    - Pseudophengodes bordoni Wittmer, 1988
    - Pseudophengodes brasiliensis Wittmer, 1976
    - Pseudophengodes cincinnata (Erichson, 1847)
      - = Phengodes cincinnata Erichson, 1847

    - Pseudophengodes equatoriana Wittmer, 1976
    - seudophengodes fernandezi Wittmer, 1976
    - Pseudophengodes flavicollis (Leach, 1824)
      - = Phengodes flavicollis Leach, 1824

    - Pseudophengodes floccosa (Erichson, 1847)
      - = Phengodes floccosa Erichson, 1847

    - Pseudophengodes foveiocollis Wittmer, 1976
    - Pseudophengodes fusca (Gorham, 1881)
      - = Phengodes fusca Gorham, 1881

    - Pseudophengodes gracilicornis Wittmer, 1976
    - Pseudophengodes marginata (Pic, 1925)
      - = Phengodes marginata Pic, 1925

    - Pseudophengodes marmoratus Wittmer, 1996
    - Pseudophengodes meridiana Wittmer, 1976
    - Pseudophengodes notaticollis (Pic, 1925)
      - = Phengodes notaticollis Pic, 1925

    - Pseudophengodes onorei Wittmer, 1996
    - Pseudophengodes orbignyi (Blanchard, 1837)
      - = Phengodes orbignyi Blanchard, 1837

    - Pseudophengodes penai Wittmer, 1976
    - Pseudophengodes polita Wittmer, 1976
    - Pseudophengodes pulchella (Guerin, 1843)
      - = Phengodes pulchella Guerin, 1843

    - Pseudophengodes puncticollis Wittmer, 1976
    - Pseudophengodes roulini (Guerin, 1843)
      - = Phengodes roulini Guerin, 1843

    - Pseudophengodes ruficollis (Motschulsky, 1854)
      - = Phengodes ruficollis Motschulsky, 1854

  - Geslacht Zarhipis J.LeConte, 1880
    - = Zarhippus Woodworth, 1913
    - = Zarrhipis Fall, 1923
    - Zarhipis integripennis (LeConte, 1874)
      - = Phengodes integripennis LeConte, 1874
      - = Zarrhipis alamedae Fall, 1923
      - = Zarrhipis amictus Fall, 1923
      - = Zarrhipis brevicollis Fall, 1923
      - = Zarhipis piciventris LeConte, 1881
      - = Zarhipis riversi Horn, 1885
      - = Zarhipis ruficollis LeConte, 1881

    - Zarhipis tiemanni Linsdale, 1964
    - Zarhipis truncaticeps (Fall, 1923
      - = Zarrhipis truncaticeps Fall, 1923
- Onderfamilie Mastinocerinae LeConte, 1881
  - Geslacht Akamboja Roza, Quintino, Mermudes & Silveira, 2017[2]
    - Akamboja caparaoensis Roza, Quintino, Mermudes & Silveira, 2017[3]
    - Akamboja cleidae Roza, Quintino, Mermudes & Silveira, 2017[4]
    - Akamboja minimum Roza, Quintino, Mermudes & Silveira, 2017[5]
    - Akamboja monteirorum Roza, Quintino, Mermudes & Silveira, 2017[6]
    - Akamboja tenebrae Roza, Quintino, Mermudes & Silveira, 2017[7]

  - Geslacht Baeoscelis Spinola, 1854
    - Baeoscelis osculata Spinola, 1854

  - Geslacht Brasilocerus Wittmer, 1963
    - = Brasibcerus
    - Brasilocerus belemensis Wittmer, 1988
    - Brasilocerus dietrichi (Wittmer, 1963)
      - = Mastinocerus dietrichi Wittmer, 1963

    - Brasilocerus espiritensis Wittmer, 1963
    - Brasilocerus minasensis Wittmer, 1976
    - Brasilocerus nigerrimus Wittmer, 1996
    - Brasilocerus nigrofasciatus (Pic, 1915)
      - = Phrixothrix nigrofasciatus Pic, 1915

    - Brasilocerus oberthuri (Pic, 1955)
      - = Phrixothrix oberthuri Pic, 1955
      - = Brasilocerus impressicollis Wittmer, 1970

    - Brasilocerus opacus (Pic, 1937)
      - = Phrixothrix opacus Pic, 1937
      - = Mastinocerus callanganus Wittmer, 1963
      - = Phrixothrix subopacus Pic, 1954

    - Brasilocerus wygodzinsyi Wittmer, 1976

  - Geslacht Cenophengus J.LeConte, 1881
    - Cenophengus breviplumatus Wittmer, 1976
    - Cenophengus brunneus Wittmer, 1976
    - Cenophengus ciceroi Wittmer, 1981
    - Cenophengus debilis .LeConte, 1881
    - Cenophengus gorhami Zarazoga, 1986
    - Cenophengus guerrerensis Zaragoza, 1991
    - Cenophengus howdeni Zarazoga, 1986
    - Cenophengus longicollis Wittmer, 1976
    - Cenophengus magnus Zaragoza, 1988
    - Cenophengus major Wittmer, 1976
    - Cenophengus marmoratus
    - Cenophengus pallidus Schaeffer, 1904
    - Cenophengus pedregalensis Zaragoza, 1975
    - Cenophengus punctatissimus Wittmer, 1976
    - Cenophengus villae Zaragoza-Caballero, 1984
    - Cenophengus wittmeri Zaragoza-Caballero, 1984

  - Geslacht Cephalophrixothrix Wittmer, 1976
    - Cephalophrixothrix clypeatus Wittmer, 1976
    - Cephalophrixothrix columbianus Wittmer, 1976
    - Cephalophrixothrix nigerrimus Wittmer, 1976

  - Geslacht Decamastinocerus Wittmer, 1988
    - Decamastinocerus parvimandibularis Wittmer, 1988

  - Geslacht Distremocephalus Wittmer, 1976
    - Distremocephalus barrerai Zarazoga, 1986
    - Distremocephalus beutelspacheri Zarazoga, 1986
    - Distremocephalus buenoi Zarazoga, 1986
    - Distremocephalus californicus (Van Dyke, 1918)
      - = Mastinocerus californicus Van Dyke, 1918

    - Distremocephalus chiapensis Zarazoga, 1986
    - Distremocephalus leonilae Zarazoga, 1986
    - Distremocephalus mexicanus (Wittmer, 1963)
      - = Mastinocerus mexicanus Wittmer, 1963

    - Distremocephalus opaculus (Horn, 1895)
      - = Mastinocerus opaculus Horn, 1895

    - Distremocephalus rufocaudatus Zarazoga, 1986
    - Distremocephalus texanus (LeConte, 1874)
      - = Mastinocerus texanus LeConte, 1874

    - Distremocephalus wittmeri Zarazoga, 1986

  - Geslacht Eurymastinocerus Wittmer, 1976
    - Eurymastinocerus arawakensis Wittmer, 1976
    - Eurymastinocerus columbiana (Wittmer, 1963)
      - = Euryopa columbiana Wittmer, 1963

    - Eurymastinocerus niger Gorham, 1881
      - = Euryopa nigra Gorham, 1881

    - Eurymastinocerus politicollis Wittmer, 1988
    - Eurymastinocerus reductipennis (Wittmer, 1970
      - = Mastinocerus reductipennis Wittmer, 1970

  - Geslacht Euryognathus Wittmer, 1976
    - Euryognathus bicoloratus Wittmer, 1976
    - Euryognathus venezolanus (Wittmer, 1956)
      - = Mastinocerus venezolanus Wittmer, 1956

  - Geslacht Euryopa Gorham, 1881
    - = Bruchodrilus Pic, 1926
    - Euryopa brasiliensis Wittmer, 1976
    - Euryopa caucaensis Wittmer, 1976
    - Euryopa clarindae Wittmer, 1996
    - Euryopa columbiana Wittmer, 1963
    - Euryopa laurae Wittmer, 1996
    - Euryopa nigra Gorham, 1881
    - Euryopa opacipennis (Pic, 1926)
      - = Bruchodrilus opacipennis Pic, 1926
      - = Euryopa robustior Pic, 1929

    - Euryopa peckorum Wittmer, 1996
    - Euryopa ruficeps Wittmer, 1976
    - Euryopa singularis Gorham, 1881

  - Geslacht Howdenia Wittmer, 1976
    - Howdenia coroicoensis Wittmer, 1988
    - Howdenia fischeri (Pic, 1937)
      - = Phrixothrix fischeri Pic, 1937

    - Howdenia frontalis (Wittmer, 1963)
      - = Taximastinocerus frontalis Wittmer, 1963

    - Howdenia golbachi Wittmer, 1988
    - Howdenia minutissima Wittmer, 1988
    - Howdenia neblinensis Wittmer, 1988
    - Howdenia nigerrima Wittmer, 1976
    - Howdenia punctata Wittmer, 1976
    - Howdenia robusta Wittmer, 1988

  - Geslacht Mastinocerus Solier in Gay, 1849
    - Ondergeslacht Mastinocerus Solier in Gay, 1849
      - = Mastigocerus Gemminger & Harold, 1869
      - Mastinocerus araucanus Wittmer, 1963
      - Mastinocerus atriceps (Pic, 1915)
        - = Phrixothrix atriceps Pic, 1915
        - = Phrixothrix argentinus Pic, 1915

      - Mastinocerus brevipennis Solier in Gay, 1849
      - Mastinocerus chilensis Wittmer, 1976
      - Mastinocerus germaini Pic, 1930
      - Mastinocerus kuscheli Wittmer, 1976
      - Mastinocerus nigeropacus Wittmer, 1970
      - Mastinocerus nigriceps Wittmer, 1963
      - Mastinocerus nigricollis (Pic, 1915)
        - = Phrixothrix nigricollis Pic, 1915

      - Mastinocerus nigroapicalis Pic, 1915
        - = Phrixothrix nigroapicalis

      - Mastinocerus obscurus Wittmer, 1976
      - Mastinocerus patruelis (Pic, 1915)
        - = Phrixothrix patruelis Pic, 1915

      - Mastinocerus punctatus Wittmer, 1963
      - Mastinocerus ramosus (Gorham, 1881)
        - = Ptorthodius ramosus Gorham, 1881

      - Mastinocerus ruficollis Wittmer, 1976
      - Mastinocerus travassosi Wittmer, 1963
      - Mastinocerus uruguayensis (Berg, 1886
        - = Phengodes uruguayensis Berg, 1886

    - Ondergeslacht Mastinocerus incertae
      - Mastinocerus callanganus Wittmer, 1963

    - Ondergeslacht Paramastinocerus Wittmer, 1976
      - Mastinocerus janeirensis Wittmer, 1976
      - Mastinocerus ondulatus Wittmer, 1963
      - Mastinocerus pauloensis Wittmer, 1963
      - Mastinocerus peruanus (Wittmer, 1976)
        - = Matinocerus peruanus Wittmer, 1976

  - Geslacht Mastinomorphus Wittmer, 1976
    - Mastinomorphus atacamensis (Wittmer, 1963)
      - = Mastinocerus atacamensis Wittmer, 1963

    - Mastinomorphus impressiceps Wittmer, 1997
    - Mastinomorphus martinezi (Wittmer, 1963)
      - = Mastinocerus martinezi Wittmer, 1963

    - Mastinomorphus minutus Wittmer, 1976
    - Mastinomorphus misionensis (Wittmer, 1950)
      - = Phrixothrix misionensis Wittmer, 1950

    - Mastinomorphus obscuripennis Wittmer, 1976
    - Mastinomorphus pampaensis (Wittmer, 1950)
      - = Phrixothrix pampaensis Wittmer, 1950

    - Mastinomorphus piceipennis (Pic, 1929)
      - = Phrixothrix piceipennis Pic, 1929

    - Mastinomorphus rufescens (Pic, 1938)
      - = Phrixothrix rufescens Pic, 1938

    - Mastinomorphus ruficeps (Pic, 1926)
      - = Phrixothrix ruficeps Pic, 1926

    - Mastinomorphus vicunaensis Wittmer, 1976
    - Mastinomorphus weiseri (Pic, 1926)
      - = Phrixothrix weiseri Pic, 1926

  - Geslacht Mastinowittmerus Zaragoza, 1984
    - Mastinowittmerus mexicanus Zaragoza, 1984
    - Mastinowittmerus vazquezae Zarazoga, 1986

  - Geslacht Neophengus Wittmer, 1976
    - Neophengus chilensis Wittmer, 1976
    - Neophengus huantaensis Wittmer, 1976
    - Neophengus nanus (Wittmer, 1948)
      - = Phrixothrix nanus Wittmer, 1948

    - Neophengus penai (Wittmer, 1963)
      - = Cenophengus penai Wittmer, 1963

  - Geslacht Nephromma Wittmer, 1976
    - Nephromma alvarengai Wittmer, 1996
    - Nephromma barberi (Wittmer, 1976)
      - = Nephroma barberi Wittmer, 1976

  - Geslacht Oxymastinocerus Wittmer, 1963
    - Oxymastinocerus bridarolli Wittmer, 1963
    - Oxymastinocerus fulvus (Philippi, 1864)
      - = Mastinocerus fulvus Philippi, 1864

    - Oxymastinocerus nigripennis Wittmer, 1988
    - Oxymastinocerus pecki Wittmer, 1976
    - Oxymastinocerus peruanus (Wittmer, 1988)
      - = Mastinocerus peruanus Wittmer, 1956

    - Oxymastinocerus rufotestaceus Wittmer, 1976
    - Oxymastinocerus unicolor (Pic, 1926)
      - = Phrixothrix unicolor Pic, 1926

    - Oxymastinocerus venezolanus Wittmer, 1976

  - Geslacht Paraphrixothrix Zaragoza-Caballero, 2010[8]
    - Paraphrixothrix ecuadoranus Zaragoza-Caballero, 2010

  - Geslacht Paraptorthodius Schaeffer, 1904
    - Paraptorthodius mirabilis Schaeffer, 1904
    - Paraptorthodius schaefferi (Zaragoza, 1989:88)
      - = Paratorthodius schaefferi Zaragoza, 1989

  - Geslacht Phrixothrix Olivier, 1909
    - Phrixothrix acuminatus Pic, 1929
    - Phrixothrix alboterminatus Wittmer, 1963
    - Phrixothrix belemensis Wittmer, 1976
    - Phrixothrix clypeatus Wittmer, 1992
    - Phrixothrix gibbosus Wittmer, 1976
    - Phrixothrix heydeni Olivier, 1910
    - Phrixothrix hieronymi (Haase, 1886)
      - = Phengodes hieronymi Haase, 1886
      - = Phrixothrix obscuripes Pic, 1915

    - Phrixothrix hirtus Olivier, 1909
    - Phrixothrix microphthalmus Wittmer, 1976
    - Phrixothrix obscurus Pic, 1915
    - Phrixothrix peruanus Wittmer, 1963
    - Phrixothrix pickeli Pic, 1933
    - Phrixothrix reducticornis Wittmer, 1963
    - Phrixothrix staphylinoides Wittmer, 1963
    - Phrixothrix tiemanni Wittmer, 1970
    - Phrixothrix vianai Wittmer, 1988
    - Phrixothrix vivianii Wittmer, 1992

  - Geslacht Pseudomastinocerus Wittmer, 1963
    - Pseudomastinocerus chiriquiensis Wittmer, 1963
    - Pseudomastinocerus costaricanus Wittmer, 1988
    - Pseudomastinocerus freyi Wittmer, 1963
    - Pseudomastinocerus laticeps (Pic, 1937)
      - = Phrixothrix laticeps Pic, 1937

    - Pseudomastinocerus panamensis Wittmer, 1976
    - Pseudomastinocerus ruficeps (Pic, 1925)
      - = Phengodes ruficeps Pic, 1925

    - Pseudomastinocerus tinalandicus Wittmer, 1976

  - Geslacht Ptorthodiellus Wittmer, 1976
    - Ptorthodiellus araguaicus Wittmer, 1976
    - Ptorthodiellus trinidadicus Wittmer, 1976

  - Geslacht Ptorthodius Gorham, 1881
    -       - = Cephalodrilus Pic

    - Ptorthodius atricornis (Pic, 1929)
      - = Phrixothrix atricornis Pic, 1929

    - Ptorthodius lanei Wittmer, 1963[9]
    - Ptorthodius mandibularis Gorham, 1881
      - = Cephalodrilus atrosignatus Pic

    - Ptorthodius quiguasensis Wittmer, 1996

  - Geslacht Spangleriella Wittmer, 1988
    - Spangleriella vittata Wittmer, 1988

  - Geslacht Stenophrixothrix Wittmer, 1963
    - Stenophrixothrix bogotensis (Pic, 1925)
      - = Phengodes bogotensis Pic, 1925

    - Stenophrixothrix chiriquensis Wittmer, 1988
    - Stenophrixothrix curticollis (Pic, 1925)
      - = Phengodes curticollis Pic, 1925

    - Stenophrixothrix darlingtoni Wittmer, 1976
    - Stenophrixothrix ecuadoranus Wittmer, 1988
    - Stenophrixothrix elongatus Wittmer, 1988
    - Stenophrixothrix espiritensis Wittmer, 1996
    - Stenophrixothrix fuscus Gorham, 1881
      - = Euryopa fusca Gorham, 1881

    - Stenophrixothrix howdeni Wittmer, 1988
    - Stenophrixothrix longipes Wittmer, 1976
    - Stenophrixothrix mandibularis Wittmer, 1988
    - Stenophrixothrix martinezi Wittmer, 1988
    - Stenophrixothrix minor Wittmer, 1976
    - Stenophrixothrix montanus Wittmer, 1976
    - Stenophrixothrix nigripennis Wittmer, 1976
    - Stenophrixothrix oculatus Wittmer, 1988
    - Stenophrixothrix pallens (Berg, 1885:232)
      - = Phengodes pallens Berg, 1885

    - Stenophrixothrix panamensis Wittmer, 1988
    - Stenophrixothrix pseudomandibularis Wittmer, 1988

  - Geslacht Taximastinocerus Wittmer, 1963
    - Taximastinocerus beniensis Wittmer, 1976
    - Taximastinocerus brasiliensis Wittmer, 1976
    - Taximastinocerus breviplumatus Wittmer, 1988
    - Taximastinocerus brunneus Gorham, 1881
      - = Euryopa brunea Gorham, 1881

    - Taximastinocerus cephalotes (Pic, 1938)
      - = Phrixothrix cephalotes Pic, 1938

    - Taximastinocerus frontalis Wittmer, 1963
    - Taximastinocerus hermanni Wittmer, 1997
    - Taximastinocerus hickeri (Pic, 1929)
      - = Phrixothrix hickeri Pic, 1929

    - Taximastinocerus kissingeri Wittmer, 1963
    - Taximastinocerus levefumidus Wittmer, 1988
    - Taximastinocerus neblinensis Wittmer, 1988
    - Taximastinocerus nigricolor Wittmer, 1988
    - Taximastinocerus pallidus (Pic, 1938)
      - = Phrixothrix pallidus Pic, 1938

    - Taximastinocerus paralleleus Wittmer, 1976
    - Taximastinocerus plaumanni Wittmer, 1963
    - Taximastinocerus pseudobrunneus Wittmer, 1988
    - Taximastinocerus puncticollis Wittmer, 1976
- Onderfamilie Penicillophorinae Paulus, 1975
  - Geslacht Acladocera Wittmer, 1981
    - Acladocera hispaniolae Wittmer, 1981

  - Geslacht Adendrocera Wittmer, 1976
    - Adendrocera flavulum (Wittmer, 1976)
      - = Anendocera flavulum Wittmer, 1976

  - Geslacht Penicillophorus Paulus, 1974
    - Penicillophorus ctenotarsus Paulus, 1974

  - Geslacht Tarsakanthos Zaragoza-Caballero, 2008[10]
    - Tarsakanthos minuta Zaragoza-Caballero, 2008[10]

  - Geslacht Walterius Zaragoza-Caballero, 2008[10]
    - Walterius caballeroae Zaragoza-Caballero, 2008[10]
    - Walterius emilioi Zaragoza-Caballero, 2008[10]